# Lucas Dietens
Lucas Dietens (Antwerpen, 25 maart 1952) is een Vlaamse acteur. Hij studeerde aan het Hogere Instituut voor Dramatische Kunsten. Van 1974 tot 1988 was Dietens aangesloten bij de Haagsche Comedie. Dietens is vooral bekend door zijn rol als Gerard Hardebol in de soap Goudkust. Nu regisseert hij voorstellingen voor het Haagse theatergezelschap De Theatermakers.

## Carrière

### Televisie
Vaste rollen
- Goudkust – Gerard Hardebol (1996-1997)

Gastrollen
- Goede tijden, slechte tijden – André Carpentier (1991) / Adriaan Dorland (1993)
- Onderweg naar Morgen – Ton Hagenstein (1994)
- Vrouwenvleugel – Inspecteur de Wit (1994)
- Het Zonnetje in Huis – Dirk (1994)
- Oppassen!!! – Cas Boender (Afl. Professionals, 1994)
- Vrienden voor het leven – Ger (Afl. Stand in, 1994)
- Keyzer & De Boer Advocaten – Rechter-commissaris (2007)

### Theater
- Reconstruction (1979)
- Hebriana (2001)
- Le Bal Con (2007)

### Nasynchronisatie
- Amphibia – Hopediah (Hop-Pop) Plantar
- Digimon – Gomamon, Ikkakumon, Devimon
- Huntik – Rassimov
- Teenage Mutant Ninja Turtles – Dokter Stockman
- The Fairytaler – Verschillende personages
- De Pinguïns van Madagascar – Rico
- Ned's SurvivalGids: Hoe houd ik de middelbare school vol? – Mr. Sweeney
- iCarly – Opa van Carly en Spencer
- Hotel 13 – Albert Einstein
- SpongeBob SquarePants – De Vliegende Hollander (bepaalde afleveringen)
- Huize Herrie –  Directeur Huygens (meerdere afleveringen)
- Geronimo Stilton – Wilhelmus Wervelwind
- Crash of the Titans – Uka Uka
- Crash Mind Over Mutant – Uka Uka
- Sarah en Eend – Vader / verteller
- Jacob Dubbel – Leo Luis
- Gadget and the Gadgetinis – Colonel Neushaar
- Lego Marvel Super Heroes: Avengers Reassembled – Vision
- Lucky Luke en Daisy Town – Averell Dalton
- Lucky Luke en de Ballade van de Daltons – Averell Dalton
- Het Mysterie van de Feeënprins (tekenfilm) – Broom
- Disney Infinity 3.0 – Vision
- Zootropolis – Jerry Jumbeaux Jr.
- DuckTales (2017) – Gerard Gier
- Skylanders Academy – Jet-Vac
- Miraculous: Tales of Ladybug & Cat Noir – Mr. Damocles
- Robocar poli - meneer Bouwer